# Сайрановська сільська рада (Ішимбайський район)
Сайра́новська сільська рада (рос. Сайрановский сельский совет) — муніципальне утворення у складі Ішимбайського району Башкортостану, Росія. Адміністративний центр — село Новоаптіково.

## Населення
Населення — 2238 осіб (2019, 2752 в 2010, 2728 в 2002).

## Склад
До складу поселення входять такі населені пункти:
| Населений пункт         | Населення, осіб (2002) | Населення, осіб (2010) |
| ----------------------- | ---------------------- | ---------------------- |
| Арларово, присілок      | 211                    | 210                    |
| Біксяново, присілок     | 464                    | 513                    |
| Маломаксютово, присілок | 215                    | 207                    |
| Новоаптіково, село      | 1445                   | 1421                   |
| Сайраново, село         | 319                    | 339                    |
| Хазіново, присілок      | 74                     | 62                     |

## Цікаві факти
Головою сільської ради працював Герой Радянського Союзу Халіков Тимірбулат Галяутдінович.